# Gazeta Grodzieńska
Gazeta Grodzieńska (Гродненская газета) — еженедельная газета на польском языке, издававшаяся в Гродно. Была первой газетой, выходившей на территории современной Белоруссии.
Газета выходила с мая 1776 до 1783 года. Освещала события, происходившие в Речи Посполитой (в состав которой тогда входил Гродно), в России, Западной Европе. Например, публиковались материалы о войне за независимость в Северной Америке, конфликтах между Австрией и Прусией, о посещении Полоцка Екатериной II. Также описывались местные новости и публиковались объявления. Печаталась в типографии А. Тизенгауза в две страницы форматом 15 х 20 см. В исключительных случаях (например, во время путешествия Екатерины II) её объём увеличивался вдвое.
По требованию короля Станислава Августа Понятовского в Гродно была учреждена должность газетного цензора, под нажимом которого редакционные статьи заменены известиями из других газет.
Последний сохранившийся номер газеты датирован 28 декабря 1780 года.